# جام باشگاه‌های جهان ۲۰۱۷
جام باشگاه‌های جهان ۲۰۱۷ (با نام رسمی جام باشگاه‌های جهان امارات متحده عربی ۲۰۱۷ ارائه شده توسط علی‌بابا کلود) چهاردهمین دوره از جام باشگاه‌های جهان بود، یک تورنمنت بین‌المللی فوتبال باشگاهی سازماندهی شده توسط فیفا بین برندگان شش کنفدراسیون قاره‌ای و همچنین قهرمان لیگ کشور میزبان. این مسابقات به میزبانی امارات متحده عربی برگزار شد.
رئال مادرید مدافع عنوان قهرمانی بود. آنها به عنوان قهرمان لیگ قهرمانان اروپا ۱۷–۲۰۱۶ به این تورنمنت راه یافتند و اولین مدافع عنوان قهرمانی شدند که به مسابقات بعدی راه یافتند و پس از شکست ۱–۰ گرمیو در فینال، اولین تیمی شدند که با موفقیت از عنوان قهرمانی دفاع کردند.

## انتخاب میزبان
روند درخواست برای نسخه‌های ۲۰۱۷–۲۰۱۸ و همچنین نسخه‌های ۲۰۱۵–۲۰۱۶، یعنی دو میزبان، که هر کدام دو سال میزبانی می‌کنند، در فوریه ۲۰۱۴ آغاز شد. اتحادیه‌های عضو علاقه‌مند به میزبانی باید تا ۳۰ مارس ۲۰۱۴ اعلامیه علاقه مندی خود را ارسال می‌کردند و مجموعه کامل اسناد مناقصه را تا ۲۵ اوت ۲۰۱۴ ارائه می‌کردند. کمیته اجرایی فیفا قرار بود میزبانان را در نشست خود در مراکش در دسامبر ۲۰۱۴ انتخاب کند، اما تصمیم نهایی تا نشست کمیته اجرایی فیفا در ۱۹ تا ۲۰ مارس ۲۰۱۵ به تعویق افتاد.
کشورهای زیر برای میزبانی مسابقات ابراز علاقه کردند:
- برزیل
- ژاپن
- امارات متحدهٔ عربی

کمیته اجرایی فیفا در ۲۰ مارس ۲۰۱۵ در نشست خود در زوریخ، سوئیس رسماً امارات متحده عربی را به عنوان میزبان مسابقات ۲۰۱۷ و ۲۰۱۸ تأیید کرد.

## تیم‌های راه‌یافته
| تیم                | کنفدراسیون         | نحوهٔ صلاحیت                               | تاریخ صلاحیت       | حضور (پررنگ نشان‌دهنده قهرمانی است)                           |
| ورود از نیمه نهایی | ورود از نیمه نهایی | ورود از نیمه نهایی                        | ورود از نیمه نهایی | ورود از نیمه نهایی                                           |
| ------------------ | ------------------ | ----------------------------------------- | ------------------ | ------------------------------------------------------------ |
| گرمیو              | کونمبول            | قهرمان جام لیبرتادورس ۲۰۱۷                | ۲۹ نوامبر ۲۰۱۷     | اولین                                                        |
| رئال مادرید        | یوفا               | قهرمان لیگ قهرمانان اروپا ۱۷–۲۰۱۶         | ۳ ژوئن ۲۰۱۷        | چهارمین (قبلی: ۲۰۰۰، ۲۰۱۴، ۲۰۱۶)                             |
| ورود از مرحله دوم  |                    |                                           |                    |                                                              |
| اوراوا رد دایموندز | ای‌اف‌سی             | قهرمان لیگ قهرمانان آسیا ۲۰۱۷             | ۲۵ نوامبر ۲۰۱۷     | دومین (قبلی: ۲۰۰۷)                                           |
| الوداد کازابلانکا  | کاف                | قهرمان لیگ قهرمانان آفریقا ۲۰۱۷           | ۴ نوامبر ۲۰۱۷      | اولین                                                        |
| پاچوکا             | کونکاکاف           | قهرمان لیگ قهرمانان کونکاکاف ۱۷–۲۰۱۶      | ۲۶ آوریل ۲۰۱۷      | چهارمین (قبلی: ۲۰۰۷، ۲۰۰۸، ۲۰۱۰)                             |
| ورود از مرحله اول  |                    |                                           |                    |                                                              |
| اوکلند سیتی        | اواف‌سی             | قهرمان لیگ قهرمانان اقیانوسیه ۲۰۱۷        | ۷ مه ۲۰۱۷          | نهمین (قبلی: ۲۰۰۶، ۲۰۰۹، ۲۰۱۱، ۲۰۱۲، ۲۰۱۳، ۲۰۱۴، ۲۰۱۵، ۲۰۱۶) |
| الجزیره            | ای‌اف‌سی (میزبان)    | قهرمان لیگ برتر امارات متحده عربی ۱۷–۲۰۱۶ | ۱۱ سپتامبر ۲۰۱۷    | اولین                                                        |

نکات
1. ↑  الجزیره در تاریخ ۲۹ آوریل ۲۰۱۷ قهرمان لیگ برتر امارات متحده عربی ۱۷–۲۰۱۶ شد؛ اما حضور آنها در جام باشگاه‌های جهان ۲۰۱۷ در ۱۱ سپتامبر ۲۰۱۷ پس از حذف العین به عنوان آخرین نماینده از امارات متحده عربی در لیگ قهرمانان آسیا ۲۰۱۷ به طور رسمی تایید شد.

## ورزشگاه‌ها
دو ورزشگاه شهر ورزشی زاید در شهر ابوظبی و ورزشگاه هزاع بن زاید در العین میزبان این رقابت‌ها بودند.
| ورزشگاه شهر ورزشی زاید                                                  | ورزشگاه هزاع بن زاید                                                  |
| ۲۴°۲۴′۵۷٫۹۲″ شمالی ۵۴°۲۷′۱۲٫۹۳″ شرقی / ۲۴٫۴۱۶۰۸۸۹°شمالی ۵۴٫۴۵۳۵۹۱۷°شرقی | ۲۴°۱۴′۴۴٫۱۴″ شمالی ۵۵°۴۲′۵۹٫۷″ شرقی / ۲۴٫۲۴۵۵۹۴۴°شمالی ۵۵٫۷۱۶۵۸۳°شرقی |
| گنجایش: ۴۳٬۰۰۰                                                          | گنجایش: ۲۲٬۷۱۷                                                        |
|                                                                         |                                                                       |
| ابوظبیالعینجام باشگاه‌های جهان ۲۰۱۷ (امارات متحده عربی) ·                |                                                                       |

## داوران
در مجموع شش داور، دوازده کمک داور و هشت کمک داور ویدئویی برای مسابقات تعیین شدند.
| کنفدراسیون | داوران        | کمک داوران                           | کمک داور ویدئویی                           |
| ---------- | ------------- | ------------------------------------ | ------------------------------------------ |
| ای‌اف‌سی     | روشن ایرماتوف | عبدالحمیدالله رسول‌اف جاخونگیر سعیدوف | عبدالرحمان الجاسم                          |
| کاف        | ملانگ دیدیو   | جبریل کامارا ال حاجی مالیک سامبا     |                                            |
| کونکاکاف   | سزار راموس    | ماروین تورنتیرا میگل آنخل هرناندز    | مارک گایگر                                 |
| کونمبول    | ساندرو ریسی   | امرسون ده کاروالیو مارسلو فن گاسه    | آندرس کونیا ویلتون سامپایو مائورو ویجلیانو |
| اواف‌سی     | متیو کونگر    | سیمون لونت تویتا ماکاسینی            |                                            |
| یوفا       | فلیکس بریچ    | مارک بورش استفان لوپ                 | آرتور سوارز دیاز کلمن تورپین فلیکس زوایر   |

## سازماندهی
موارد زیر نقاط عطف کلیدی در سازماندهی برگزاری مسابقات بود:
- نشان رسمی مسابقات و همچنین برنامه مسابقات که در ۱۱ آوریل ۲۰۱۷ رونمایی شد.[۱۷]

## بازیکنان
هر تیم باید یک تیم ۲۳ نفره (که سه نفر از آنها باید دروازه‌بان می‌بودند) را نام می‌برد. تعویض مصدومان تا ۲۴ ساعت قبل از اولین بازی تیم مجاز بود. فهرست رسمی در ۳۰ نوامبر ۲۰۱۷ توسط فیفا تایید شدند.

## مسابقات
قرعه‌کشی در ۹ اکتبر ۲۰۱۷، ساعت ۱۲:۰۰ جی‌اس‌تی (یوتی‌سی ۴:۰۰+)، در ابوظبی برگزار شد تا مسابقات مرحله دوم و نیمه نهایی را مشخص کند. در زمان قرعه کشی، هویت نماینده‌های آفریقا، آسیا و کونمبول مشخص نبود.
اگر یک مسابقه بعد از زمان عادی بازی مساوی می‌شد:
- برای مسابقات حذفی وقت اضافه انجام می‌شد. اگر بعد از وقت اضافه باز هم مساوی بود، ضربات پنالتی برای تعیین برنده انجام می‌شد.
- برای مسابقه مقام سوم و پنجم وقت اضافه انجام نمی‌شد و برای تعیین برنده، ضربات پنالتی انجام می‌شد.

|  | مرحله اول          | مرحله اول         |                    |               | مرحله دوم          | مرحله دوم         |         |         | نیمه نهایی | نیمه نهایی |  |  | فینال              | فینال              |
|  | ۶ دسامبر – العین   |                   |                    |               |                    |                   |         |         |            |            |  |  |                    |                    |
|  | الجزیره            | ۱                 |                    |               | ۹ دسامبر – ابوظبی  | ۹ دسامبر – ابوظبی |         |         |            |            |  |  |                    |                    |
|  | الجزیره            | ۱                 |                    |               | ۹ دسامبر – ابوظبی  | ۹ دسامبر – ابوظبی |         |         |            |            |  |  |                    |                    |
|  | اوکلند سیتی        | ۰                 |                    |               | الجزیره            | ۱                 |         |         |            |            |  |  |                    |                    |
|  | اوکلند سیتی        | ۰                 | ۱۳ دسامبر – ابوظبی |               | الجزیره            | ۱                 |         |         |            |            |  |  |                    |                    |
|  |                    |                   |                    |               | اوراوا رد دایموندز | ۰                 |         |         |            |            |  |  |                    |                    |
|  | الجزیره            | ۱                 |                    |               | اوراوا رد دایموندز | ۰                 |         |         |            |            |  |  |                    |                    |
|  | الجزیره            | ۱                 |                    |               |                    |                   |         |         |            |            |  |  |                    |                    |
|  |                    |                   | رئال مادرید        | ۲             |                    |                   |         |         |            |            |  |  |                    |                    |
|  |                    |                   | رئال مادرید        | ۲             |                    |                   |         |         |            |            |  |  |                    |                    |
|  |                    |                   | ۱۶ دسامبر – ابوظبی |               |                    |                   |         |         |            |            |  |  |                    |                    |
|  |                    |                   |                    |               |                    |                   |         |         |            |            |  |  |                    |                    |
|  | رئال مادرید        | ۱                 |                    |               |                    |                   |         |         |            |            |  |  |                    |                    |
|  | رئال مادرید        | ۱                 | ۹ دسامبر – ابوظبی  |               |                    |                   |         |         |            |            |  |  |                    |                    |
|  |                    | گرمیو             | ۰                  |               |                    |                   |         |         |            |            |  |  |                    |                    |
|  |                    |                   | ۰                  | پاچوکا (و.ا.) | ۱                  |                   |         |         |            |            |  |  |                    |                    |
|  | ۱۲ دسامبر – العین  |                   |                    | پاچوکا (و.ا.) | ۱                  |                   |         |         |            |            |  |  |                    |                    |
|  |                    | الوداد کازابلانکا | ۰                  |               |                    |                   |         |         |            |            |  |  |                    |                    |
|  | گرمیو (و.ا.)       | الوداد کازابلانکا | ۰                  | ۱             |                    |                   |         |         |            |            |  |  |                    |                    |
|  | گرمیو (و.ا.)       | مقام پنجم         | مقام پنجم          | ۱             |                    |                   | رده‌بندی | رده‌بندی |            |            |  |  |                    |                    |
|  |                    | مقام پنجم         | مقام پنجم          |               | پاچوکا             | ۰                 | رده‌بندی | رده‌بندی |            |            |  |  |                    |                    |
|  | اوراوا رد دایموندز | ۳                 | الجزیره            | ۱             | پاچوکا             | ۰                 |         |         |            |            |  |  |                    |                    |
|  | اوراوا رد دایموندز | ۳                 | الجزیره            | ۱             |                    |                   |         |         |            |            |  |  |                    |                    |
|  | الوداد کازابلانکا  | ۲                 | پاچوکا             | ۴             |                    |                   |         |         |            |            |  |  |                    |                    |
|  | الوداد کازابلانکا  | ۲                 | پاچوکا             | ۴             |                    |                   |         |         |            |            |  |  |                    |                    |
|  | ۱۲ دسامبر – العین  | ۱۲ دسامبر – العین |                    |               |                    |                   |         |         |            |            |  |  | ۱۶ دسامبر – ابوظبی | ۱۶ دسامبر – ابوظبی |

تمامی زمان‌ها به وقت محلی می‌باشند، (یوتی‌سی ۴:۰۰+).

### مرحله اول
| ۶ دسامبر ۲۰۱۷ ۲۱:۰۰ | الجزیره       | ۱–۰   | اوکلند سیتی | ورزشگاه هزاع بن زاید، العین تماشاگران: ۴٬۲۴۶ داور: ملانگ دیدیو (سنگال) |
| ۶ دسامبر ۲۰۱۷ ۲۱:۰۰ | رومارینیو ۳۸' | گزارش |             | ورزشگاه هزاع بن زاید، العین تماشاگران: ۴٬۲۴۶ داور: ملانگ دیدیو (سنگال) |
| ۶ دسامبر ۲۰۱۷ ۲۱:۰۰ |               |       |             | ورزشگاه هزاع بن زاید، العین تماشاگران: ۴٬۲۴۶ داور: ملانگ دیدیو (سنگال) |

### مرحله دوم
| ۹ دسامبر ۲۰۱۷ ۱۷:۰۰ | پاچوکا     | ۱–۰ (و.ا.) | الوداد کازابلانکا | ورزشگاه شهر ورزشی زاید، ابوظبی تماشاگران: ۱۲٬۴۸۸ داور: روشن ایرماتوف (ازبکستان) |
| ۹ دسامبر ۲۰۱۷ ۱۷:۰۰ | گوزمن ۱۱۲' | گزارش      |                   | ورزشگاه شهر ورزشی زاید، ابوظبی تماشاگران: ۱۲٬۴۸۸ داور: روشن ایرماتوف (ازبکستان) |
| ۹ دسامبر ۲۰۱۷ ۱۷:۰۰ |            |            |                   | ورزشگاه شهر ورزشی زاید، ابوظبی تماشاگران: ۱۲٬۴۸۸ داور: روشن ایرماتوف (ازبکستان) |

| ۹ دسامبر ۲۰۱۷ ۲۰:۳۰ | الجزیره   | ۱–۰   | اوراوا رد دایموندز | ورزشگاه شهر ورزشی زاید، ابوظبی تماشاگران: ۱۵٬۵۹۳ داور: سزار راموس (مکزیک) |
| ۹ دسامبر ۲۰۱۷ ۲۰:۳۰ | مبخوت ۵۲' | گزارش |                    | ورزشگاه شهر ورزشی زاید، ابوظبی تماشاگران: ۱۵٬۵۹۳ داور: سزار راموس (مکزیک) |
| ۹ دسامبر ۲۰۱۷ ۲۰:۳۰ |           |       |                    | ورزشگاه شهر ورزشی زاید، ابوظبی تماشاگران: ۱۵٬۵۹۳ داور: سزار راموس (مکزیک) |

### مسابقه برای مقام پنجم
| ۱۲ دسامبر ۲۰۱۷ ۱۸:۰۰ | الوداد کازابلانکا      | ۲–۳   | اوراوا رد دایموندز                | ورزشگاه هزاع بن زاید، العین تماشاگران: ۴٬۲۸۱ داور: متیو کونگر (نیوزیلند) |
| ۱۲ دسامبر ۲۰۱۷ ۱۸:۰۰ | حداد ۲۰' · هجهوج ۴+۹۰' | گزارش | ۱۷'، ۵۹' مائوریسیو · ۲۵' کاشیواگی | ورزشگاه هزاع بن زاید، العین تماشاگران: ۴٬۲۸۱ داور: متیو کونگر (نیوزیلند) |
| ۱۲ دسامبر ۲۰۱۷ ۱۸:۰۰ |                        |       |                                   | ورزشگاه هزاع بن زاید، العین تماشاگران: ۴٬۲۸۱ داور: متیو کونگر (نیوزیلند) |

### نیمه نهایی
| ۱۲ دسامبر ۲۰۱۷ ۲۱:۰۰ | گرمیو      | ۱–۰ (و.ا.) | پاچوکا | ورزشگاه هزاع بن زاید، العین تماشاگران: ۶٬۴۲۸ داور: فلیکس بریچ (آلمان) |
| ۱۲ دسامبر ۲۰۱۷ ۲۱:۰۰ | اورتون ۹۴' | گزارش      |        | ورزشگاه هزاع بن زاید، العین تماشاگران: ۶٬۴۲۸ داور: فلیکس بریچ (آلمان) |
| ۱۲ دسامبر ۲۰۱۷ ۲۱:۰۰ |            |            |        | ورزشگاه هزاع بن زاید، العین تماشاگران: ۶٬۴۲۸ داور: فلیکس بریچ (آلمان) |

| ۱۳ دسامبر ۲۰۱۷ ۲۱:۰۰ | الجزیره       | ۱–۲   | رئال مادرید           | ورزشگاه شهر ورزشی زاید، ابوظبی تماشاگران: ۳۶٬۶۵۰ داور: ساندرو ریسی (برزیل) |
| ۱۳ دسامبر ۲۰۱۷ ۲۱:۰۰ | رومارینیو ۴۱' | گزارش | ۵۳' رونالدو · ۸۲' بیل | ورزشگاه شهر ورزشی زاید، ابوظبی تماشاگران: ۳۶٬۶۵۰ داور: ساندرو ریسی (برزیل) |
| ۱۳ دسامبر ۲۰۱۷ ۲۱:۰۰ |               |       |                       | ورزشگاه شهر ورزشی زاید، ابوظبی تماشاگران: ۳۶٬۶۵۰ داور: ساندرو ریسی (برزیل) |

### رده بندی
| ۱۶ دسامبر ۲۰۱۷ ۱۸:۰۰ | الجزیره   | ۱–۴   | پاچوکا                                                           | ورزشگاه شهر ورزشی زاید، ابوظبی تماشاگران: ۱۱٬۷۸۵ داور: ملانگ دیدیو (سنگال) |
| ۱۶ دسامبر ۲۰۱۷ ۱۸:۰۰ | مبارک ۵۷' | گزارش | ۳۷' اورتاویسکیا · ۶۰' جارا · ۷۹' ده لا روزا · ۸۴' (پنالتی) ساگال | ورزشگاه شهر ورزشی زاید، ابوظبی تماشاگران: ۱۱٬۷۸۵ داور: ملانگ دیدیو (سنگال) |
| ۱۶ دسامبر ۲۰۱۷ ۱۸:۰۰ |           |       |                                                                  | ورزشگاه شهر ورزشی زاید، ابوظبی تماشاگران: ۱۱٬۷۸۵ داور: ملانگ دیدیو (سنگال) |

### فینال
| ۱۶ دسامبر ۲۰۱۷ ۲۱:۰۰ | رئال مادرید | ۱–۰   | گرمیو | ورزشگاه شهری زاید، ابوظبی تماشاگران: ۴۱٬۰۹۴ داور: سزار راموس (مکزیک) |
| ۱۶ دسامبر ۲۰۱۷ ۲۱:۰۰ | رونالدو ۵۳' | گزارش |       | ورزشگاه شهری زاید، ابوظبی تماشاگران: ۴۱٬۰۹۴ داور: سزار راموس (مکزیک) |
| ۱۶ دسامبر ۲۰۱۷ ۲۱:۰۰ |             |       |       | ورزشگاه شهری زاید، ابوظبی تماشاگران: ۴۱٬۰۹۴ داور: سزار راموس (مکزیک) |

## گلزنان
| رتبه | بازیکن              | باشگاه             | تعداد گل |
| ---- | ------------------- | ------------------ | -------- |
| ۱    | مائوریسیو آنتونیو   | اوراوا رد دایموندز | ۲        |
| ۱    | رومارینیو           | الجزیره            | ۲        |
| ۱    | کریستیانو رونالدو   | رئال مادرید        | ۲        |
| ۳    | گرت بیل             | رئال مادرید        | ۱        |
| ۳    | روبرتو ده لا روزا   | پاچوکا             | ۱        |
| ۳    | اورتون              | گرمیو              | ۱        |
| ۳    | ویکتور گوزمان       | پاچوکا             | ۱        |
| ۳    | اسماعیل الحداد      | الوداد کازابلانکا  | ۱        |
| ۳    | رضا الهجهوج         | الوداد کازابلانکا  | ۱        |
| ۳    | فرانکو جارا         | پاچوکا             | ۱        |
| ۳    | یوسوکه کاشیواگی     | اوراوا رد دایموندز | ۱        |
| ۳    | علی مبخوت           | الجزیره            | ۱        |
| ۳    | خلفان مبارک         | الجزیره            | ۱        |
| ۳    | آنخلو ساگال         | پاچوکا             | ۱        |
| ۳    | جاناتان اورتاویسکیا | پاچوکا             | ۱        |

منبع: فیفا

## جوایز
در پایان مسابقات جوایز زیر اهدا شد:
| توپ طلای آدیداس جایزه علی‌بابا کلود | توپ نقره آدیداس                 | توپ برنز آدیداس              |
| ---------------------------------- | ------------------------------- | ---------------------------- |
| لوکا مودریچ (رئال مادرید)          | کریستیانو رونالدو (رئال مادرید) | جاناتان اورتاویسکیا (پاچوکا) |
| جایزه بازی جوانمردانه              |                                 |                              |
| رئال مادرید                        |                                 |                              |

فیفا همچنین جایزه بهترین بازیکن بازی را در این مسابقات معرفی کرد.
| مسابقه | بهترین بازیکن بازی      | باشگاه             | حریف               |
| ------ | ----------------------- | ------------------ | ------------------ |
| ۱      | علی خصیف                | الجزیره            | اوکلند سیتی        |
| ۲      | جاناتان اورتاویسکیا     | پاچوکا             | الوداد کازابلانکا  |
| ۳      | علی مبخوت               | الجزیره            | اوراوا رد دایموندز |
| ۴      | یوسوکه کاشیواگی         | اوراوا رد دایموندز | الوداد کازابلانکا  |
| ۵      | اورتون                  | گرمیو              | پاچوکا             |
| ۶      | لوکا مودریچ             | رئال مادرید        | الجزیره            |
| ۷      | جاناتان اورتاویسکیا (۲) | پاچوکا             | الجزیره            |
| ۸      | کریستیانو رونالدو       | رئال مادرید        | گرمیو              |

## قهرمان
| قهرمان جام باشگاه‌های جهان ۲۰۱۷ |
| ------------------------------ |
| رئال مادرید                    |
| سومین قهرمانی                  |

## حقوق پخش
- برزیل: رده گلوبو, اسپورتی‌وی و فاکس اسپورتس
- چین: سی‌سی‌تی‌وی-۵,[۳۶] پی‌پی‌تی‌وی[۳۷] و یوکو[۳۷]
- اروپا: ای‌بی‌یو
- آمریکای اسپانیایی‌زبان: فاکس اسپورتس
- هنگ کنگ: آی-کابل و فانتاستیک تی‌وی
- هند: نئو پرایم و نئو اسپورتس[۳۸]
- ژاپن: نیپو تلویژن
- خاورمیانه: بی‌ان اسپورتس
- اسپانیا: لا ۱[۳۹]
- ایالات متحده آمریکا: فاکس اسپورتس و تلموندو[۴۰]